# Jüdischer Friedhof (Oberwesel)

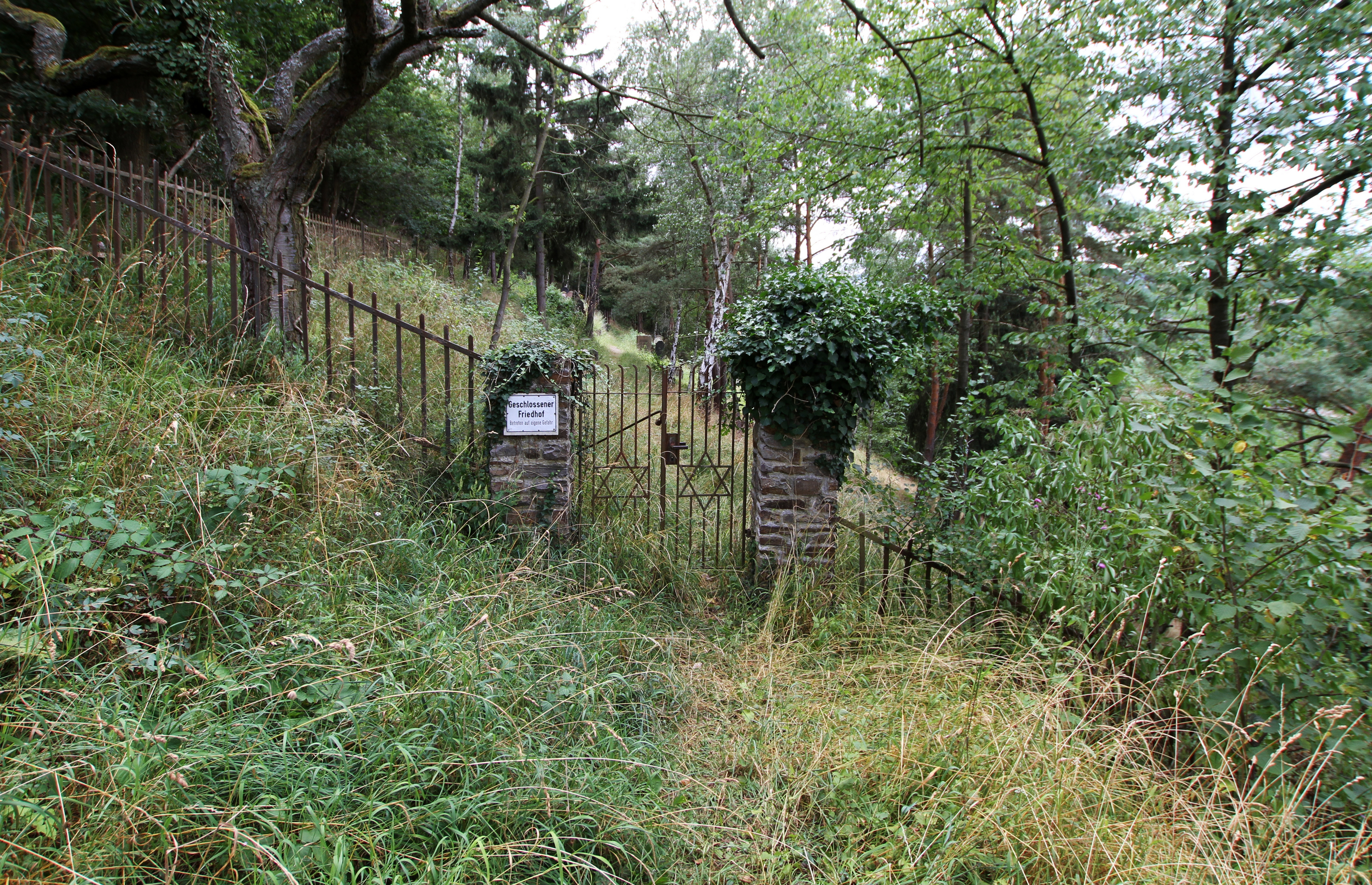
Friedhofsgelände an der Grauen Lay

Der Jüdische Friedhof Oberwesel ist eine im 18. Jahrhundert angelegte Begräbnisstätte der Juden aus den Gemeinden Oberwesel und Perscheid. Er liegt im heutigen Rhein-Hunsrück-Kreis des Landes Rheinland-Pfalz. Die letzte Beisetzung fand im Jahr 1942 statt. Der Friedhof gilt somit als geschlossen, bleibt aber nach jüdischer Tradition erhalten.

## Lage und Beschaffenheit des Friedhofs

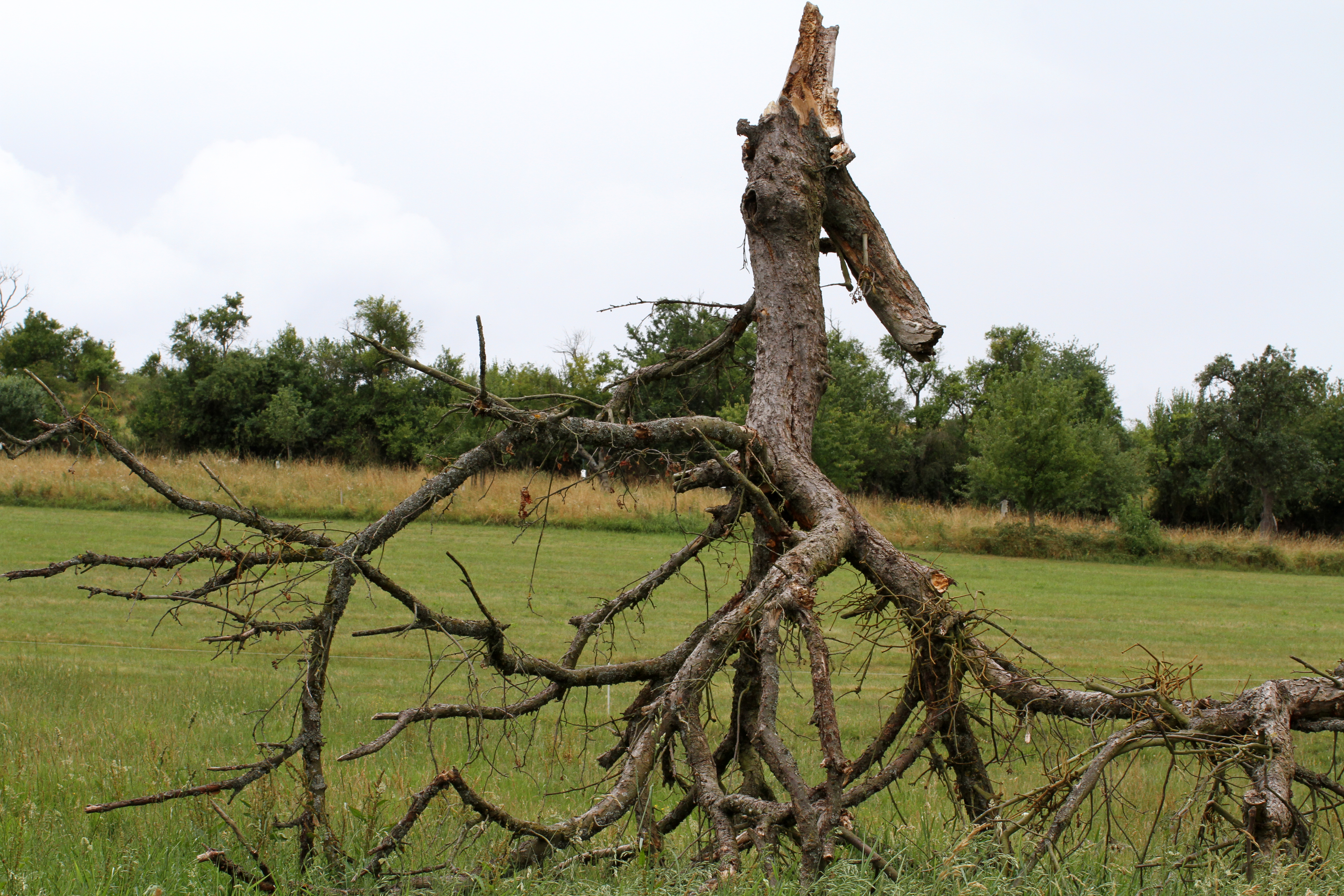
Gelände an der Grauen Lay

Der Jüdische Friedhof liegt in der nordwestlichen Gemarkung oberhalb der Stadt, auf einem als „An der grauen Lay“ bezeichneten Gelände. Mit diesem Flurstück erhielten die Juden einen landwirtschaftlich wenig nutzbaren Nordhang, der am Rand einer Hochfläche gelegen und wegen seiner spärlichen Sonneneinstrahlung auch nicht für den Weinbau geeignet war. Das über dem Rheintal gelegene Land, dessen Untergrund überwiegend steinig-felsig ist, hat hier nur eine dünne Erdkrume und wird von den alteingesessenen Bewohnern der Region auch „Auf der Hardt“ genannt. Der den Friedhof bergende Landstreifen zieht sich als Brachland, teilweise auch mit Wald oder Buschwerk bestanden, als Hanglage entlang des nach Damscheid führenden Niederbachtales.
Die Friedhofsadresse lautet Damscheider Weg, Flur 8, Nr. 714/43. Es ist ein Feldweg, der landwirtschaftlichen Fahrzeugen vorbehalten ist. Das stark abfallende Friedhofsareal in der Form eines Rechtecks mit lichtem Baumbestand hat eine Größe von 27,21 Ar und ist von einem massiven Metallzaun umgebenen. Den Eingang bilden gemauerte Pfosten aus Bruchstein, die zwei eiserne Torflügel halten und jeweils mit einem Davidstern, einem Symbol des Judentums und des Volkes Israel, verziert sind.
Das unregelmäßige Rechteck des Friedhofgeländes liegt quer hinter dem mittig installierten Toreingang. Der zu diesem führende unbefestigte Weg setzt sich dann in gleicher Art als schmaler Mittel- und Hauptweg fort. Aufgrund des wuchernden Grüns ist der weitere Weg kaum auszumachen. Die starke Hanglage erforderte diverse seitlich im felsigen Grund angelegte Treppenzugänge, die das Erreichen bergauf- oder bergabgelegener Grablagen ermöglichen.
Nach der traditionellen jüdischen Begräbniskultur wurden auch hier verstorbene Personen derart bestattet, dass sie mit den Füßen in Richtung der Stadt Jerusalem gebettet wurden. Auch die über ihren Häuptern errichteten Stelen weisen mit ihrer beschrifteten Seite in diese Richtung. Unter den Einzel- und Doppelgräbern, deren Errichtung in Hanglage häufig hohe Grabeinfassungen erforderlich machte, finden sich rein hebräisch beschriftete sowie solche Grabsteine (hebräisch Mazevot genannt), die in einer Mischung beider Sprachen mit Daten zur bestatteten Person versehen wurden. Dieser Brauch ist die Fortführung des Markierens einer Grabstätte in alter Zeit, der auf Gen 35,19–20  zurückgeführt wird.
Die ältesten entzifferten Grabsteine entstammen der ersten Hälfte des 18. Jahrhunderts. Es ist der der „Breinle“, Tochter des „Awraham“, die am 11. Dezember 1718 (oder 1738) verstarb, sowie der Grabstein des „Meir“, dem Sohn des „Moshe“, der am 16. Dezember des Jahres 1731 verstarb. Charakteristisch ist bei den frühen Stelen ihre schlichte Form, die häufig der der biblischen Gesetzestafeln der Zehn Gebote nachempfunden wurde.

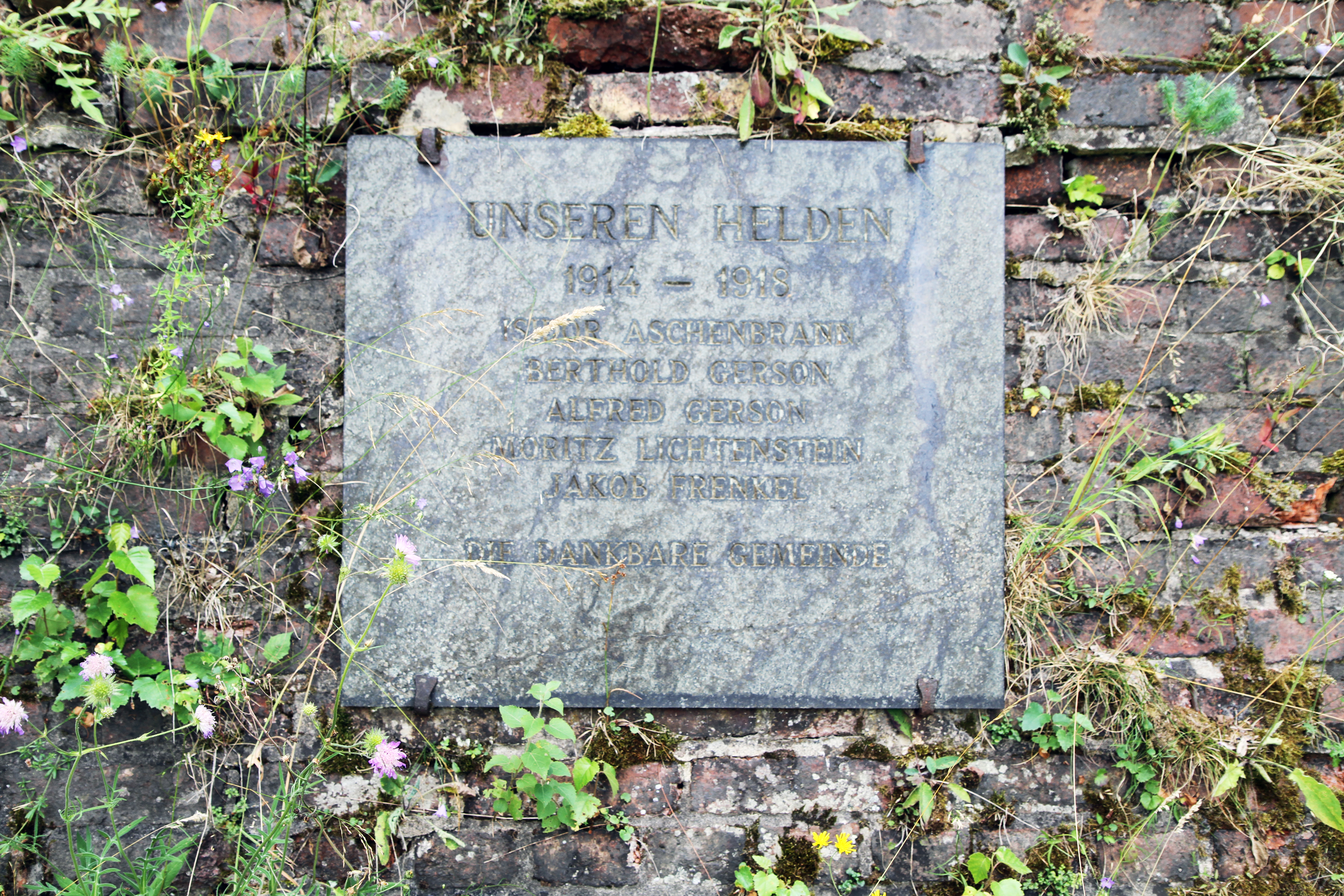
Helden des Ersten Weltkriegs auf der geretteten Tafel aus der geschändeten Synagoge

Das Friedhofsareal ist bestanden mit 66 Grabsteinen, davon sollen 9 aus dem 18. Jahrhundert und die restlichen überwiegend aus dem 19. und dem frühen 20. Jahrhundert entstammen. Etwa in der Mitte des Hauptweges wurde an einer der hohen Grabeinfassungen die 1938 aus der geschändeten Synagoge am Schaarplatz gerettete Tafel angebracht, auf der die Namen der jüdischen Gefallenen stehen, die ihr Leben im Ersten Weltkrieg für das Vaterland verloren. Die noch vorhandenen älteren Grabsteine sind teilweise fragmentiert, alle Bestattungen ab dem 18. Jahrhundert bis zur letzten Beerdigung im Jahr 1942 wurden in einer Dokumentation zwischen 2002 und 2003 durch Doris Spormann im Rahmen des Projektes Hunsrück (Belegungsplan, Belegungsliste) erfasst und veröffentlicht. Das Areal ist frei zugänglich.

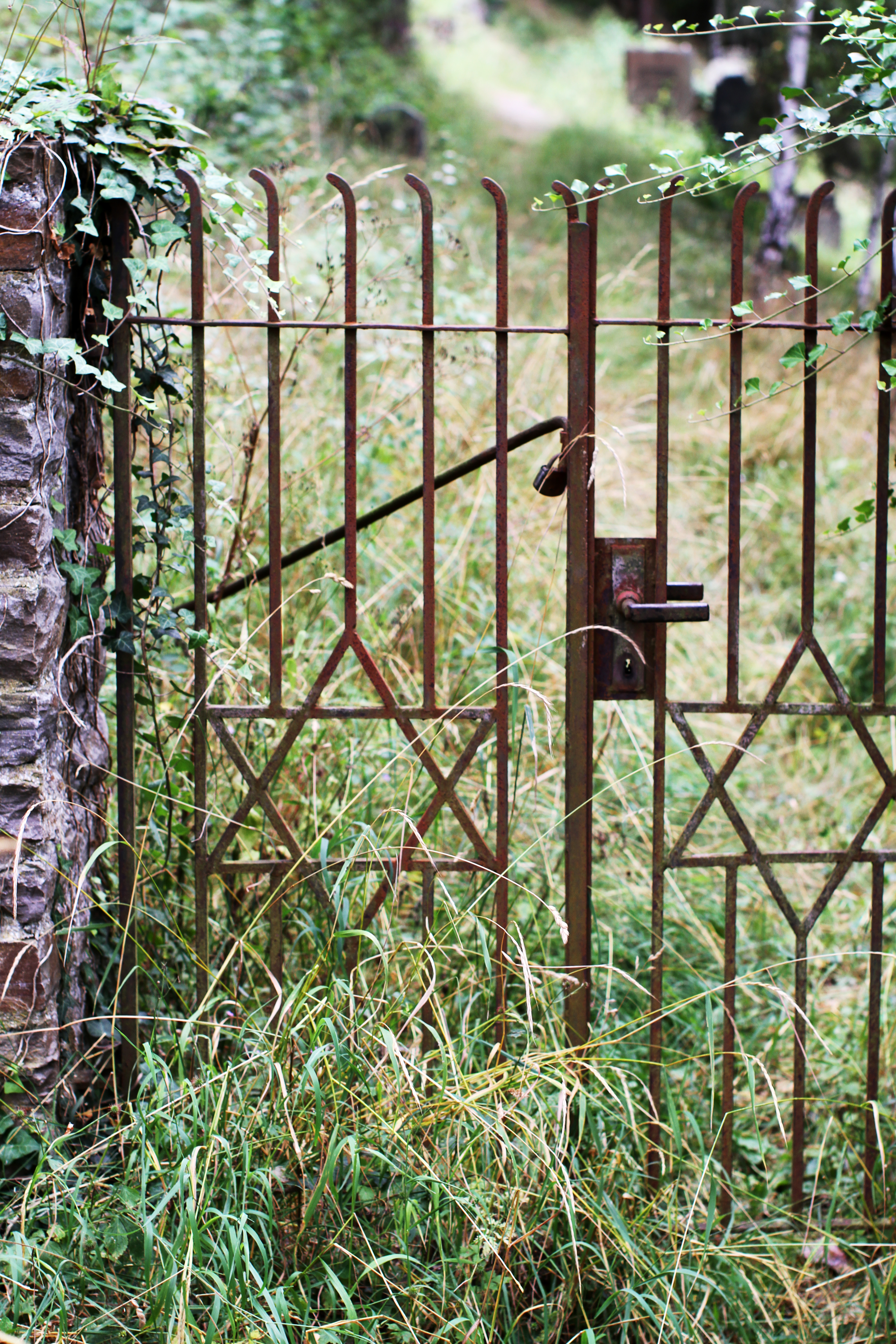
Zaun und Torflügel des 19. Jahrhunderts
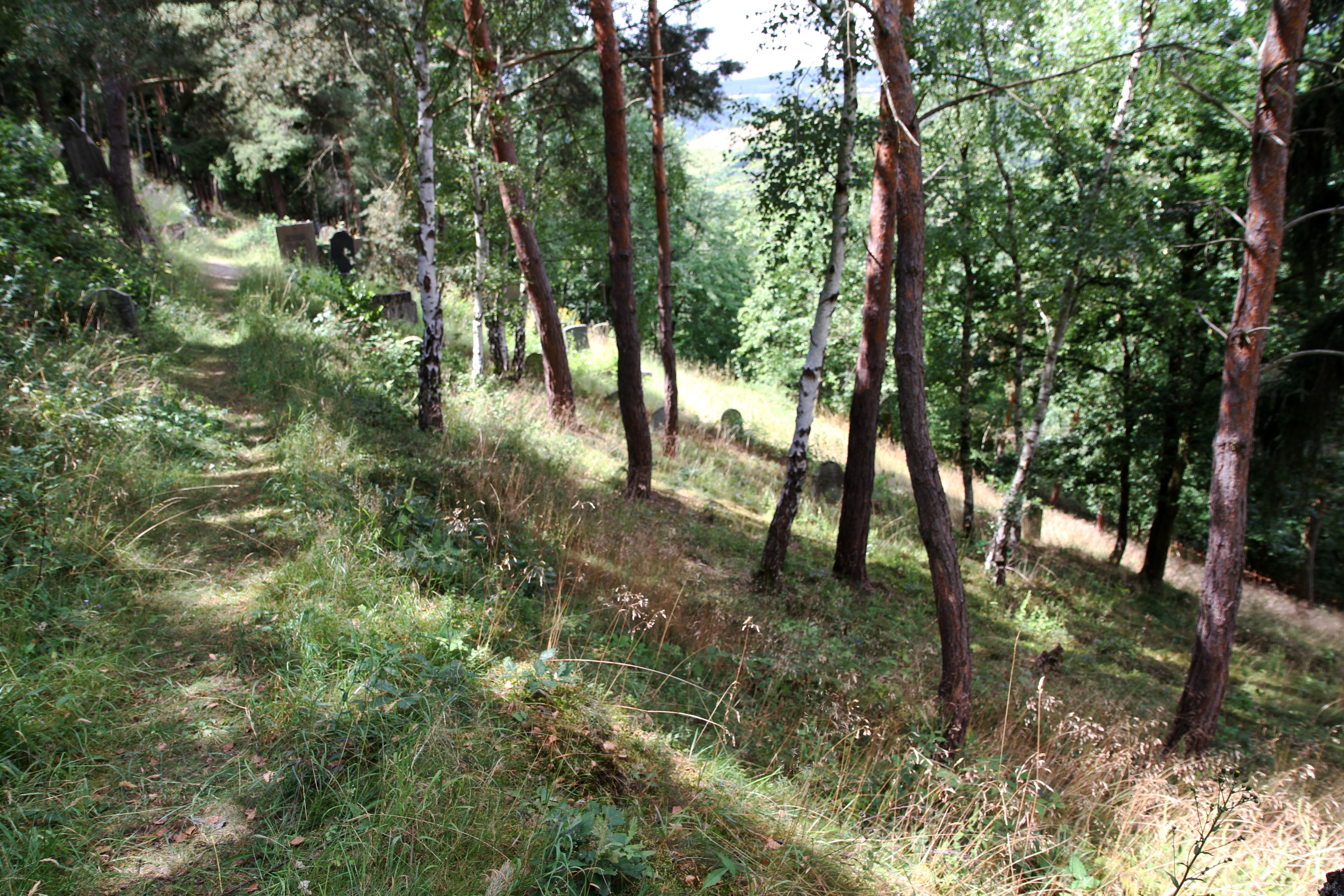
Mittelweg der Anlage
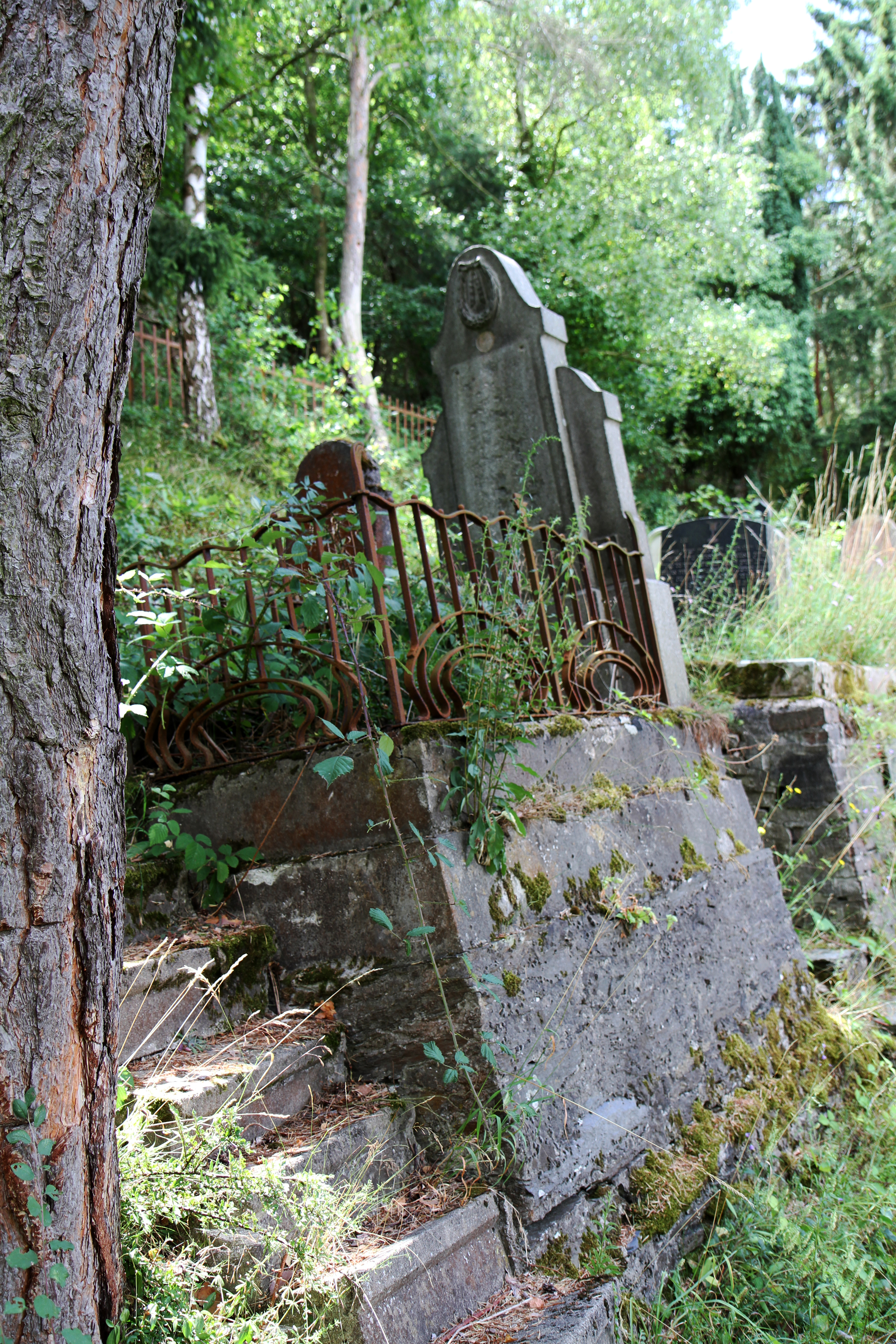
Treppenaufgang neben einem gewaltsam umgestürzten Grabaufbau
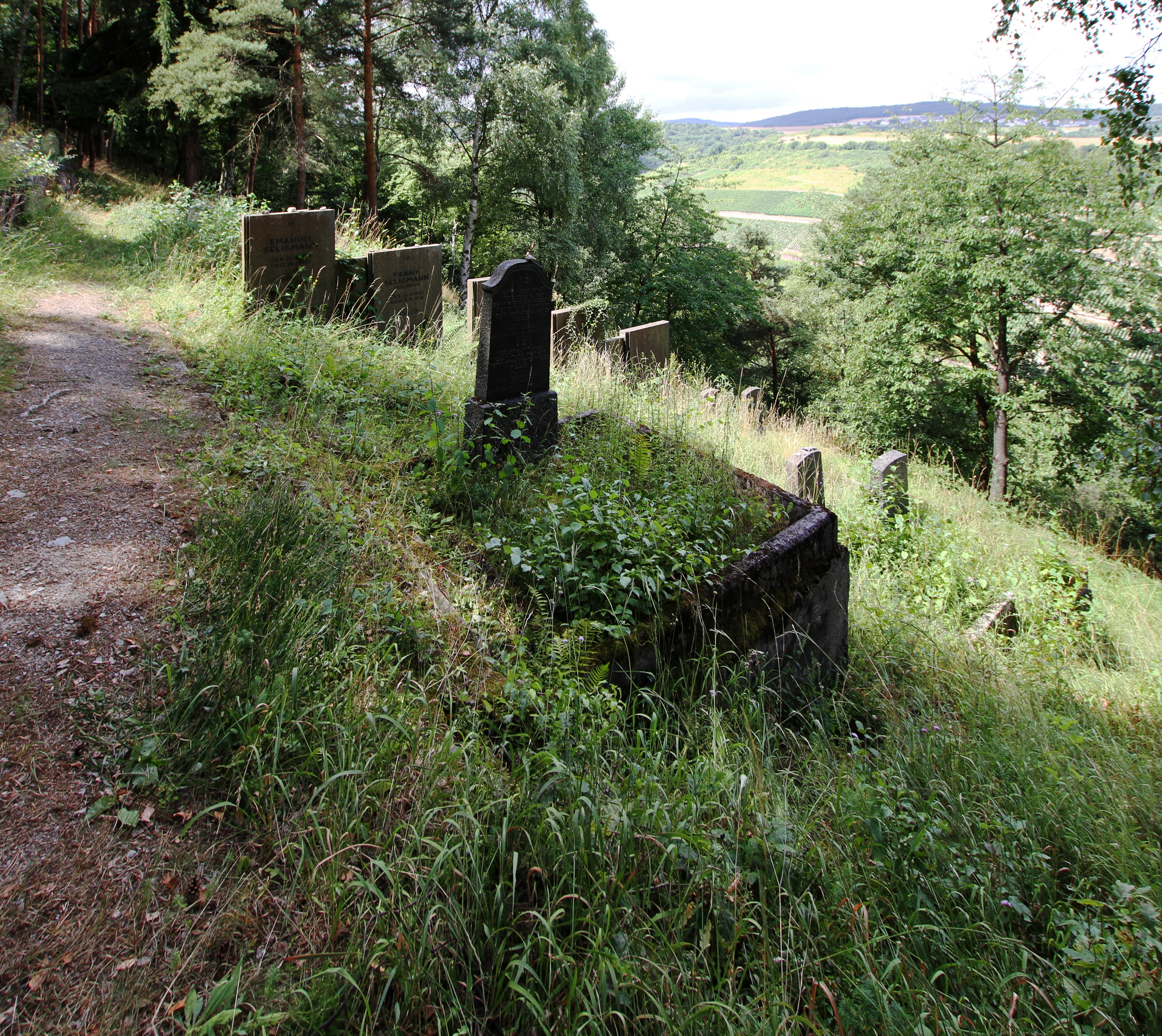
Blick ins Tal

## Geschichte
Die ältesten Nachrichten über Juden in Oberwesel lassen sich im Reichssteuerverzeichnis von 1241 finden. Die Juden zahlten damals den recht hohen Betrag von XX (Zwanzig) Mark Silber als Judensteuer aufgrund des Judenregals. Nach dem angeblichen Ritualmord an Werner von Oberwesel gab es ein Pogrom, für das die Oberweseler Bürger bestraft wurden. Für 1452 ist (wieder) eine jüdische Schule in Oberwesel belegt. Dauerhaft nachgewiesen ist eine jüdische Gemeinde in Oberwesel seit dem Ende des 17. Jahrhunderts. Erhaltene Grabsteine, die Todesdaten der Jahre 1718/1731 aufweisen, bestätigen dies und lassen den Schluss auf ein noch früheres Vorhandensein der Gemeinde mit einem Friedhof zu.
In preußischer Zeit wurde der israelitische Friedhof in Oberwesel auch von den in Perscheid ansässigen Juden genutzt. Dieser war in der ersten Hälfte des 18. Jahrhunderts angelegt worden und wurde möglicherweise ein Jahrhundert später erweitert, verbunden mit der Anlage der beiden Hauptwege. In das späte 19. Jahrhundert datiert man die eiserne Einzäunung des Geländes. Sie ist als Staketenzaun angelegt, und die Torflügel des einzigen Einganges erhielten je einen eingearbeiteten Davidstern zur Zierde. Der Friedhof war nach einem Statut des Jahres 1888 Eigentum der Oberweseler Synagogengemeinde.
Die letzte Beisetzung auf dem Friedhof war die der Henriette Cahn, geborene Schwarz, während der Zeit des Nationalsozialismus. Sie fand im Januar 1942 statt. Zu dieser Zeit wurden die letzten noch in Oberwesel verbliebenen Juden aufgespürt, um sie zunächst in Sammellager zu überführen und anschließend in Vernichtungslager zu deportieren.

## Denkmalschutz und Pflege
Der jüdische Friedhof des Ortes ist ein geschütztes Kulturdenkmal nach dem Denkmalschutzgesetz (DSchG) und in der Denkmalliste des Landes Rheinland-Pfalz eingetragen.
Schüler des Geschichtskurses der Oberweseler „Heuss-Adenauer Mittelrhein-Realschule plus“ übernahmen zeitweise die Pflege des jüdischen Friedhofs.